# Eduard Schrack
Eduard Schrack (Viena, 6 de outubro de 1889 – Viena, 30 de setembro de 1979) foi um industrial autríaco, reconhecido como pai da indústria austríaca do rádio.
Eduard Schrack inventou em 1914 um sistema estereométrico óptico para medições terrestres. Em 1919 construiu na Áustria as primeiras válvulas termiônicas em escala industrial para recepção de ondas de rádio. Fundou então a firma Schrack, da qual resultou mais tarde a Schrack AG e na década de 1990 a Schrack Technik. Um de seus sócios na época da fundação da firma foi o físico Robert Ettenreich. Em 1928 obteve um doutorado (Dr. phil.).

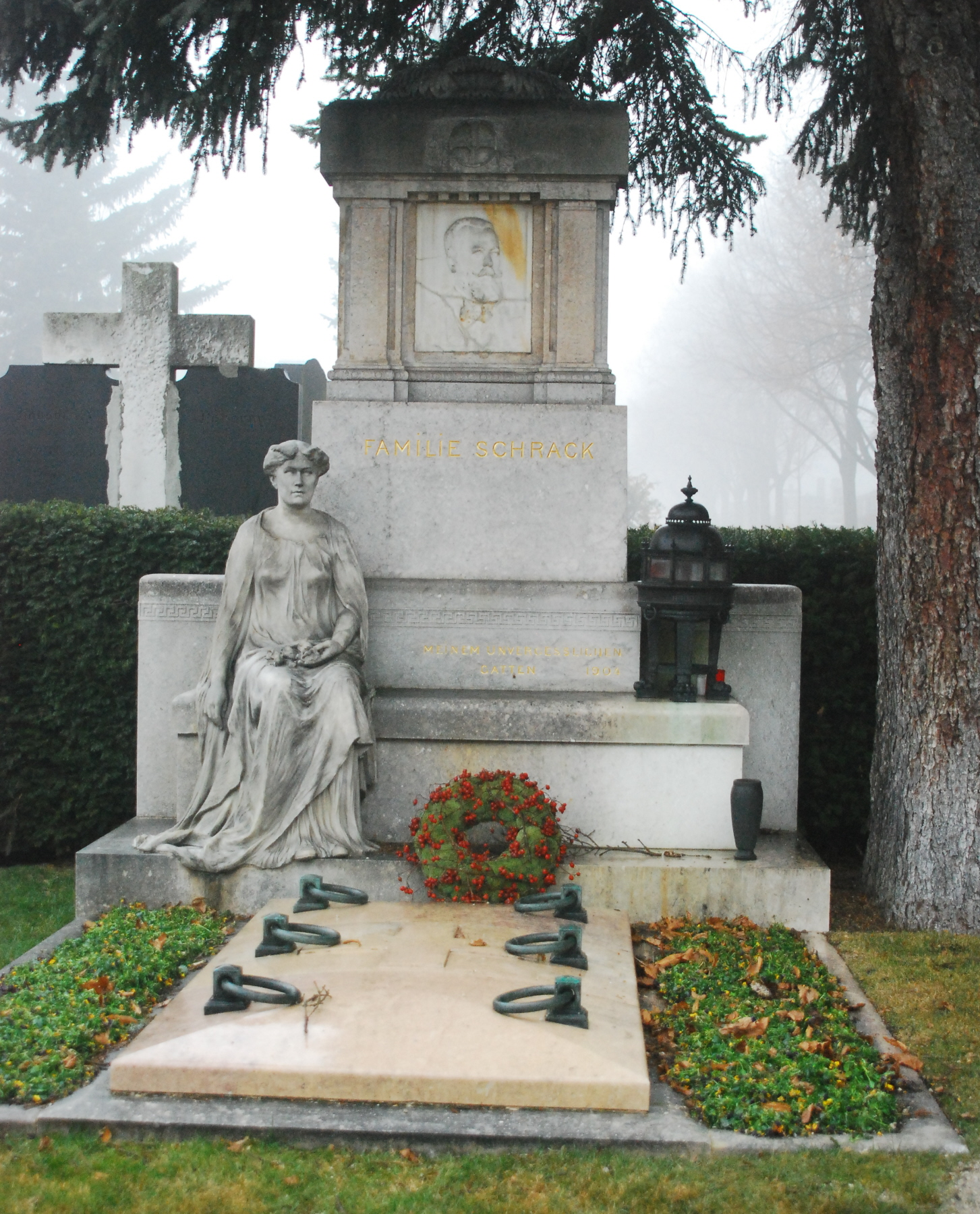
Sepultura da família Schrack no Hernalser Friedhof

Em 1939 adquiriu ações da Ericsson Österreichische Elektrizitäts AG.
Sepultado no Hernalser Friedhof.

## Condecorações
- 1952 Medalha Julius Raab
- 1965 Medalha Johann Joseph von Prechtl da Universidade Técnica de Viena[3]
- Baurat honoris causa[4]